# Julio M. Cervantes
Julio María Cervantes Aranda (Puebla, 12 de abril de 1839 - Ciudad de México, 26 de octubre de 1909) fue un politico y militar mexicano que desempeñó como Gobernador de Querétaro en varias ocasiones, desde el 15 mayo de 1867 al 7 de noviembre de 1872. Se desempeñó como Gobernador de Coahuila desde el 15 de diciembre de 1884 hasta el 15 de febrero de 1886. Fue general de división e Inspector de las Líneas Nacionales. Fue jefe de 7 zonas militares, jefe de justicia militar y senador de la república. 

## Carrera militar
Ingresó al Heroico Colegio Militar el 14 de enero de 1852. Recibió el grado de subteniente de infantería el 25 de octubre de 1853, tres años después (8 de marzo de 1856) fue un partícipe heroico en la batalla de Ocotlán. Bajo las órdenes de Santos Degollado se le dio el cargo de capitán (mayo de 1860) en septiembre de 1862, obtiene el grado de teniente coronel y un año después es coronel. Con este grado combate al lado de José María Arteaga en diversas batallas en Michoacán entre ellas la de Jiquilpan (tierra de Lázaro Cárdenas).
En el histórico sitio de Querétaro y a las órdenes del general Mariano Escobedo, fue uno de los pocos testigos de las entrevistas entre este General y el Coronel imperialista MIguel López. 

## Gestión como gobernador
Por haber sido pieza importante en el triunfo del Sitio de Querétaro, se le designa gobernador de Querétaro luego de haber roto el sitio y de haber fusilado a los imperialistas.
Durante su gestión, crea el periódico oficial, (la sombra de Arteaga), reabre la universidad, construye el mercado de la cruz, edifica varias escuelas y convoca a elecciones constitucionales que gana en enero del año siguiente 1868 (los periodos eran por 4 años). 
Los diputados locales, intentan un juicio constitucional para despojarlo de su investidura arguyendo que no era Queretano entre ellos Ezequiel Montes. Su juicio lo ganó en el Congreso de la Unión y la Suprema Corte de Justicia y, regresa por tercera vez a la gubernatura, a continuar su periodo.

## Historia familiar
Sus padres fueron Joaquín María Cervantes y Dolores Aranda (esta última de Orizaba).
Se casó con Enriqueta Bobadilla Cervantes, oriunda de Chihuahua, con quien procreó 11 hijos: Óscar, Tiberio, Sócrates, Aníbal, Ariosto, César, Romeo, Rubén, Orlando, Lilia, Débora. (Cervantes Bobadilla)
Tiberio se casa con Emma Marquez, tuvieron a 5 hijos: Gloria, Ella, Lilia, Sonia y Julio Arturo Cervantes Marquez I. Posteriormente se casó con Rosa Ma. Arce, tuvieron 5 hijos: Tiberio II, Leopoldo Eduardo, Linda Elena, Yazmín Sonia y Enriqueta Cervantes Arce.
Tiberio (II) Cervantes Arce tiene tres hijos: Pablo Tiberio IV, Andrea Verónica Y Daniela Yunuén.
Leopoldo se casó y tuvo dos hijos: Enriqueta y Julio César III.
Linda no tuvo hijos.
Yazmín tuvo una hija: María Fernanda.
Enriqueta quién falleció en 1976 tuvo una hija: Sandra Enriqueta.
Gloria falleció en el 2012 y Lilia en el 2002. Ella, Sonia y Jullio Arturo viven en México. 
Julio Arturo falleció Dic 2018.
Lilia Cervantes Marquez, se casó con Jorge Díaz Díaz procreando 8 hijos: Jorge Arturo Díaz Cervantes, José Luis Díaz Cervantes, Lilia Angélica Díaz Cervantes, Gloria Díaz Cervantes, Francisco Javier Díaz Cervantes, Eduardo Edwin Díaz Cervantes, Ignacio Díaz Cervantes y Julio Díaz Cervantes.
Jorge Arturo procreó un hijo, Ricardo Arturo Díaz. 
José Luis Díaz se casó con Iza Ma. García Garza procreando 2 hijos, Lizette A. Díaz García y Jorge Luis Díaz García.
Lilia Angélica Díaz se casó con el Lic. Otilio Sosa procreando 2 hijos, Liliana y Erick Sosa Díaz.
Gloria Díaz se casó con el Lic. Félix Rojas procreando 2 hijos, Erika Rojas Días y Félix Rojas Díaz. 
Francisco Javier nunca se casó.
Eduardo Edwin Díaz se casó con Marisol Díaz procreando 4 hijos, Eduardo, David, Christopher y Daniela Díaz.
Ignacio Díaz procreó 2 hijos, Randy y Andrea Díaz.
Julio Díaz se casó con Lourdes Hernández procreando 3 hijos, Nadia, Julio y Brandon Díaz.
Julio Arturo I, se casó con Elda Arcadia Vargas, fallecida el 24 de septiembre del 2004 procrearon 2 hijos, Julio César II, y José Tiberio Cervantes III 
Julio César Cervantes II, el mayor se casó con Esther Figueroa y procrearon 3 hijos; Julio Arturo IV, Gabriela y Mauricio.
El mayor Julio Arturo IV, aún no se ha casado pero tiene a una hija llamada María Fernanda Cervantes Culebro.
Gabriela se casó con Arturo Lerma en el 2010 y tienen una hija llamada Regina Isabela Lerma Cervantes.
El segundo hijo José Tiberio III, se casó con Guadalupe Fabela y tuvieron 3 hijos también; José Tiberio V, Karina y Arturo
El mayor José Tiberio V, se casó con Lesly Sarhi Cavazos, procrearon a: José Tiberio VI Cervantes Cavazos. Karina Cervantes se casó con el Lic. Héctor Olivares Zavala. 
Los tataranietos de Don Julio María Cervantes, Julio, Gabriela, Mauricio, José Tiberio V, Karina, Arturo y María Fernanda, Regina Lerma, José Tiberio VI, Ricardo Díaz, Jorge Luis Díaz, Lizette A. Díaz, Liliana Sosa, Erick Sosa, Erika Rojas, Felix Rojas, Eduardo Díaz, David Díaz, Christopher Díaz, Daniela Díaz, Nadia Díaz, Julio Díaz, Brandon Díaz. 
La cuarta hija de Don Tiberio, Sonia Cervantes vive en Cuernavaca ,Morelos y se casó con el prestigiado Lic. en Economía Jorge Augusto Gordillo Núñez finado, originario de Puente de Ixtla Morelos. Tuvieron 7 hijos Jorge Alberto, Rodolfo Eduardo, Sonia Guadalupe, Juan Carlos, Marco Antonio, Miguel Ángel y Laura los cuales a su vez han tenido 17 hijos; nietos y 6 bisnietos de Doña Sonia y Jorge. Son tataranietos de Julio María Cervantes y bisnietos de Don Tiberio. Son destacados profesionistas y han crecido de forma distinguida e importante en la dinastía Cervantes y Gordillo.